# タリック・スクーバル
- タリク・スクーバル
- タリク・スカバル

タリック・ダニエル・スクーバル（Tarik Daniel Skubal, 1996年11月20日 - ）は、アメリカ合衆国カリフォルニア州ヘイワード出身のプロ野球選手（投手）。左投右打。MLBのデトロイト・タイガース所属。

## 経歴
シアトル大学在学中の2016年にトミー・ジョン手術を受けている。2017年のMLBドラフト29巡目（全体862位）でアリゾナ・ダイヤモンドバックスから指名されたが、この時は契約しなかった。
その後、2018年のMLBドラフト9巡目（全体255位）でデトロイト・タイガースから指名されプロ入り。傘下のルーキー級ガルフ・コーストリーグ・タイガースでプロデビューし、シーズン途中にA-級コネチカット・タイガース、A級ウェストミシガン・ホワイトキャップスに昇格。この年は3チーム合計で9試合（先発1試合）に登板して3勝0敗、防御率0.40、33奪三振を記録した。
2019年はA+級レイクランド・フライングタイガースで開幕を迎え、シーズン途中にAA級エリー・シーウルブズに昇格。2チーム合計で24試合に先発登板して6勝8敗、防御率2.42、172奪三振を記録した。シーズン開幕前は球団内のプロスペクトランキングで20位だったが、シーズン途中には4位まで上昇した。
2020年はメジャーのスプリングトレーニングに招待された。シーズン開幕後の8月18日にメジャーに昇格し、同日のシカゴ・ホワイトソックス戦でメジャーデビューを果たした。その後、29日のミネソタ・ツインズ戦でメジャー初勝利を記録した。この年はメジャーで8試合（先発7試合）に登板して1勝4敗、防御率5.63、37奪三振を記録した。カットボールの平均球速は93.5mphを計測し、これはMLB最速だった。
2021年は先発ローテーション入りを果たし、29試合に先発した。
2022年も先発ローテーションに入るが、屈筋腱の手術を受け、21試合の先発に留まった。
2023年は前年の手術の影響で故障者リストに入っていたが、7月4日に復帰し、15試合に先発した。
2024年は自身初となる開幕投手を務めた。シーズンを通して先発ローテーションを守り、最終的には18勝、防御率2.39、228奪三振を記録し、最多勝・最優秀防御率・最多奪三振の投手三冠を達成する大活躍で初のサイ・ヤング賞を満票で受賞した。

## 選手としての特徴
最速102.6mphを計測する速球、スライダー、チェンジアップ、シンカーの球種で投球の90%以上を占める。

## 詳細情報

### 年度別投手成績
| 年 度    | 球 団    | 登 板 | 先 発 | 完 投 | 完 封 | 無 四 球 | 勝 利 | 敗 戦 | セ 丨 ブ | ホ 丨 ル ド | 勝 率 | 打 者 | 投 球 回 | 被 安 打 | 被 本 塁 打 | 与 四 球 | 敬 遠 | 与 死 球 | 奪 三 振 | 暴 投 | ボ 丨 ク | 失 点 | 自 責 点 | 防 御 率 | W H I P |
| -------- | -------- | ----- | ----- | ----- | ----- | -------- | ----- | ----- | -------- | ----------- | ----- | ----- | -------- | -------- | ----------- | -------- | ----- | -------- | -------- | ----- | -------- | ----- | -------- | -------- | ------- |
| 2020     | DET      | 8     | 7     | 0     | 0     | 0        | 1     | 4     | 0        | 0           | .200  | 134   | 32.0     | 28       | 9           | 11       | 0     | 2        | 37       | 0     | 0        | 21    | 20       | 5.63     | 1.22    |
| 2021     | DET      | 31    | 29    | 0     | 0     | 0        | 8     | 12    | 0        | 0           | .400  | 634   | 149.1    | 141      | 35          | 47       | 0     | 6        | 164      | 4     | 0        | 76    | 72       | 4.34     | 1.26    |
| 2022     | DET      | 21    | 21    | 0     | 0     | 0        | 7     | 8     | 0        | 0           | .467  | 477   | 117.2    | 104      | 9           | 32       | 0     | 2        | 117      | 1     | 0        | 53    | 46       | 3.52     | 1.16    |
| 2023     | DET      | 15    | 15    | 0     | 0     | 0        | 7     | 3     | 0        | 0           | .700  | 310   | 80.1     | 58       | 4           | 14       | 0     | 3        | 102      | 1     | 0        | 28    | 25       | 2.80     | 0.90    |
| 2024     | DET      | 31    | 31    | 0     | 0     | 0        | 18    | 4     | 0        | 0           | .818  | 753   | 192.0    | 142      | 15          | 35       | 0     | 9        | 228      | 2     | 0        | 54    | 51       | 2.39     | 0.92    |
| MLB：5年 | MLB：5年 | 106   | 103   | 0     | 0     | 0        | 41    | 31    | 0        | 0           | .569  | 2308  | 578.1    | 473      | 72          | 139      | 0     | 21       | 648      | 8     | 0        | 232   | 214      | 3.37     | 1.07    |

- 2024年度シーズン終了時
- 各年度の太字はリーグ最高

### 年度別守備成績
| 年 度 | 球 団 | 投手（P） | 投手（P） | 投手（P） | 投手（P） | 投手（P） | 投手（P） |
| 年 度 | 球 団 | 試 合     | 刺 殺     | 補 殺     | 失 策     | 併 殺     | 守 備 率  |
| ----- | ----- | --------- | --------- | --------- | --------- | --------- | --------- |
| 2020  | DET   | 8         | 0         | 3         | 0         | 1         | 1.000     |
| 2021  | DET   | 31        | 4         | 15        | 3         | 0         | .864      |
| 2022  | DET   | 21        | 2         | 13        | 1         | 1         | .938      |
| 2023  | DET   | 15        | 4         | 6         | 0         | 0         | 1.000     |
| 2024  | DET   | 31        | 7         | 19        | 3         | 2         | .897      |
| MLB   | MLB   | 106       | 17        | 56        | 7         | 4         | .913      |

- 2024年度シーズン終了時

### タイトル
- 最多勝利：1回（2024年）
- 最優秀防御率：1回（2024年）
- 最多奪三振：1回（2024年）

### 表彰
- サイ・ヤング賞：1回（2024年）
- ピッチャー・オブ・ザ・マンス：1回（2023年9月）

### 記録
- 投手三冠：1回（2024年）
- MLBオールスターゲーム選出：1回（2024年）

### 背番号
- 29（2020年 - ）